# فرودگاه بین‌المللی لی والی
فرودگاه بین‌المللی لی والی (به انگلیسی: Lehigh Valley International Airport) یک فرودگاه همگانی بهره‌برداری هوایی با کد یاتا ABE است که یک باند فرود آسفالت دارد و طول باند آن ۲۳۱۶ متر است. این فرودگاه در کشور ایالات متحده آمریکا قرار دارد و در ارتفاع ۱۲۰ متری از سطح دریا واقع شده است.

## نگارخانه

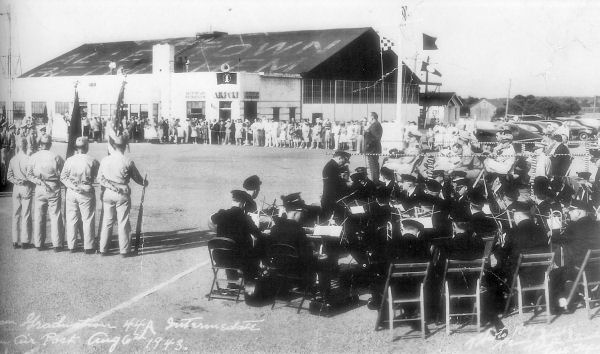
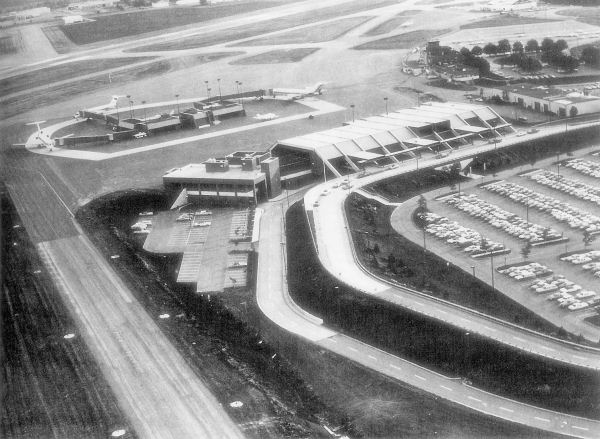

## شرکت‌های هواپیمایی و مقصدهای پروازی

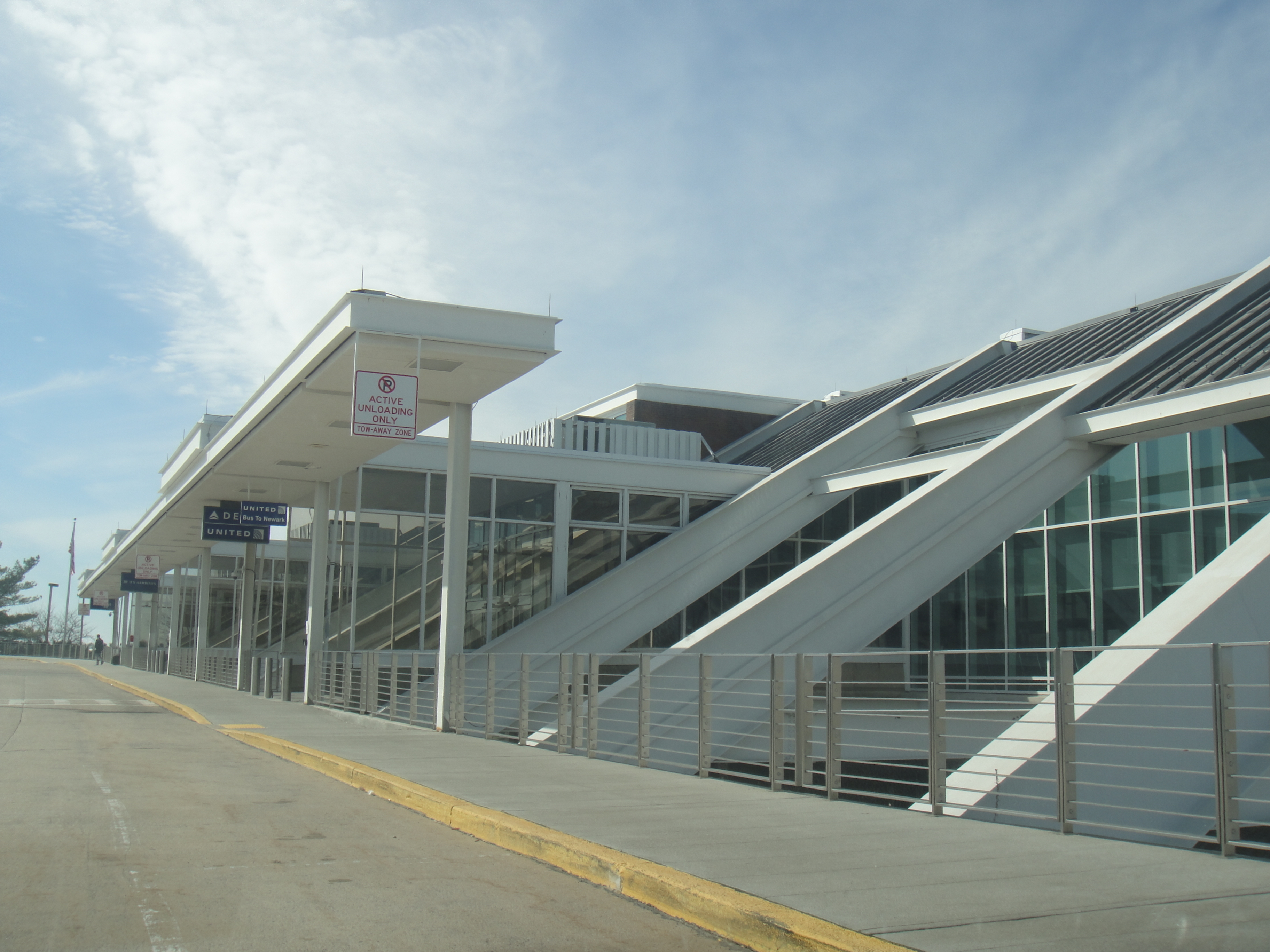
Main terminal

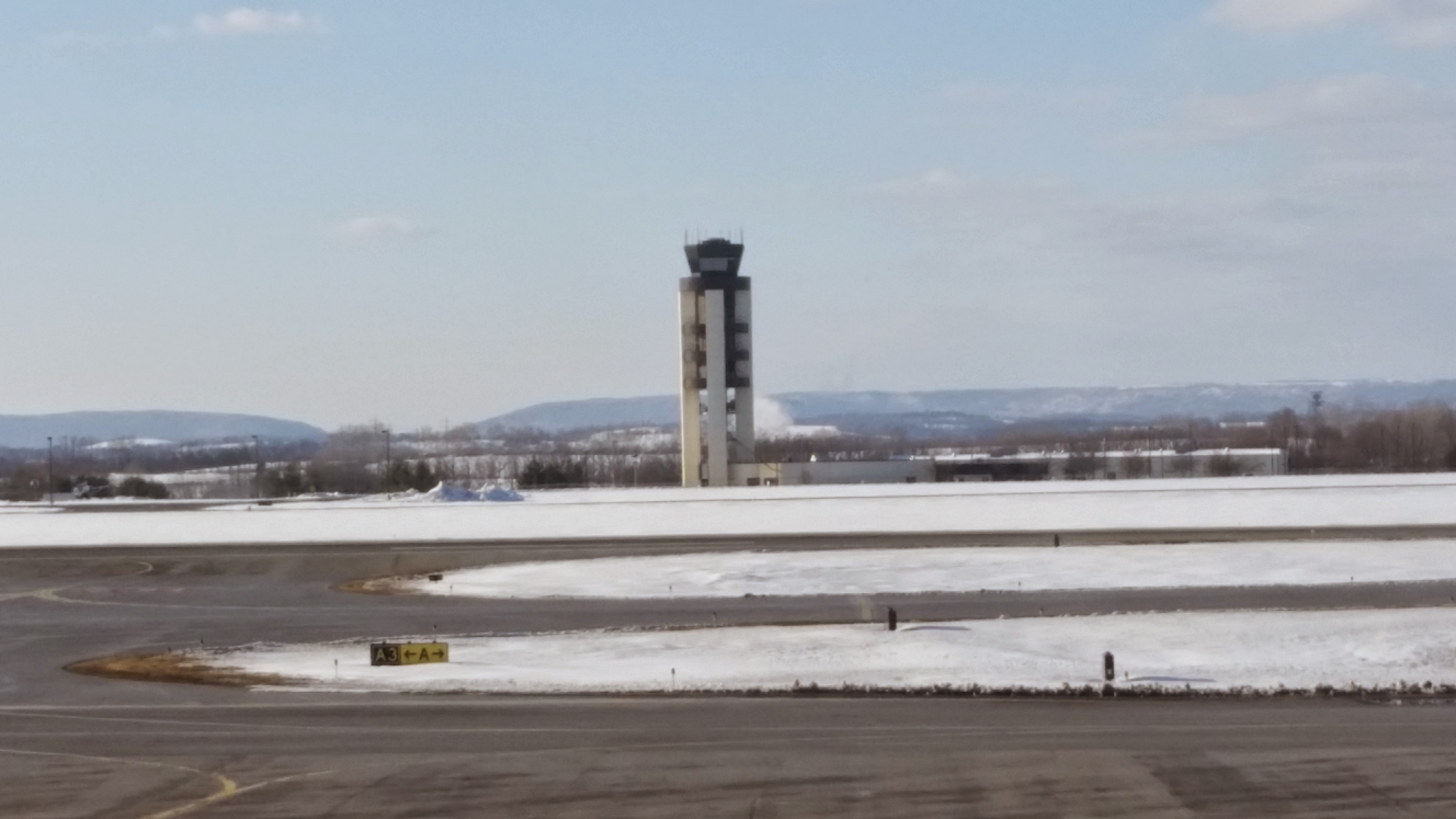
Air Traffic Control Tower at KABE

### مسافری
| شرکت‌های هواپیمایی | مقصدهای پروازی                                                                             | Refs  |
| ----------------- | ------------------------------------------------------------------------------------------ | ----- |
| الیجنت ایر        | فورت لادردیل–هالیوود، اورلندو سنفورد، شهرستان شارلوت، سن پترزبورگ-کلیرواتر فصلی: میرتل بیچ | [ ۱ ] |
| امریکن ایگل       | شارلوت داگلاس، فیلادلفیا                                                                   | [ ۲ ] |
| دلتا ایرلاینز     | هارتسفیلد-جکسون آتلانتا                                                                    | [ ۳ ] |
| دلتا کانکشن       | هارتسفیلد-جکسون آتلانتا، متروپولیتن شهرستان وین دیترویت                                    | [ ۳ ] |
| یونایتد اکسپرس    | اوهر شیکاگو                                                                                | [ ۴ ] |

- الیجنت ایر uses the مک‌دانل داگلاس ام‌دی-۸۰, and the خانواده ایرباس ای۳۲۰.
- امریکن ایگل uses the بمباردیه سی‌آرجی ۱۰۰/۲۰۰ and, بمباردیه سی‌آرجی ۷۰۰/۹۰۰ on their route to Charlotte. American Eagle also uses the deHavilland Canada Dash 8 300 series, and the بمباردیه سی‌آرجی ۱۰۰/۲۰۰ on their route to Philadelphia.
- دلتا ایرلاینز uses their بوئینگ ۷۱۷ on their flight to Atlanta which only operates one service a day in the morning and one service at night which returns the 717 to the airport for its next morning flight.
- دلتا کانکشن uses their بمباردیه سی‌آرجی ۱۰۰/۲۰۰، بمباردیه سی‌آرجی ۷۰۰/۹۰۰, and بمباردیه سی‌آرجی ۷۰۰/۹۰۰ on their flights to Detroit and Atlanta.
- یونایتد اکسپرس uses the امبرائر ئی‌آرجی ۱۳۵/۱۴۰/۱۴۵ on their flight to Chicago-O' Hare.

### باری
| شرکت‌های هواپیمایی                                  | مقصدهای پروازی                                                 |
| -------------------------------------------------- | -------------------------------------------------------------- |
| Amazon Prime Air اجرا توسط ای‌بی‌ایکس ایر            | شیکاگو راکفرد، دالاس-فورت ورث                                  |
| Amazon Prime Air اجرا توسط ایر ترنسپورت اینترنشنال | سینسیناتی/کنتاکی شمالی                                         |
| Amazon Prime Air اجرا توسط اطلس ایر                | شارلوت داگلاس، انتاریو                                         |
| فدکس اکسپرس                                        | ایندیاناپلیس، ممفیس فصلی: استیوارت، لیبرتی نیوآرک، جان اف کندی |
| Wiggins Airways                                    | ویلکز بار - اسکرانتون                                          |

(ABE) currently, has five cargo parking spots for cargo operations.
ایر ترنسپورت اینترنشنال uses the بوئینگ ۷۶۷ to all the destinations that serve the Lehigh Valley International Airport. Amazon Prime Air uses the بوئینگ ۷۶۷.  FedEx serves (ABE) by the بوئینگ ۷۵۷ and the ایرباس ای۳۰۰.

### Charter Operations
کالیتا چارترز Operates service for H.E. Tex Sutton Airlines, and flies in from various destinations such as Stewart, NY and Lexington بلوگرس, KY. They have various horse and cargo deliveries. 
Sun Country Operates Military charters using the Boeing 737.